# Robin Frijns
Robin Frijns (1991. augusztus 7. –) holland autóversenyző, a 2012-es Formula Renault 3.5-ös sorozat bajnoka, a 2018-as Bathursti 12 órás verseny első helyezettje és a 2021-es Le Mans-i 24 órás verseny egyik kategória győztese.

## Pályafutása

### Gokart
1999-ben kezdte gokart pályafutását, ami egészen 2008-ig tartott. Utolsó sikere 2008-ban megnyert a francia KF2 bajnokság.

### Formula BMW
2009-ben csatlakozott a Formula BMW Európai sorozatához, a Josef Kaufmann Racing csapat pilótája ként. Első évében a bajnokság harmadik helyén végzett. Barcelonában mindkét versenyen a negyedik helyen zárt, majd Zandvoort-i pályán pole pozícióból indulva a második helyen végzett. A második futamon a negyedik pozícióban intették le. A Silverstone Circuit pályán futamgyőztes lett az első futamon, majd a második versenyen csak a tizedik helyen végzett. A Nürburgringen, Valencia Street Circuit-en, Spa-Francorchamps-on és a Monza-i pályán az első futamon a harmadik helyen végzett.
A következő szezonjai hasonlóképpen sikeres volt. Az első futamon Barcelonában kiesett, de a második futamot megnyerte. Zandvoortban a második futamot megnyerte, így ekkor már négy futamot követően két győzelemnél járt. Valencia utcáin a második versenyen a második lett majd sorozatban második lett a Silverstone-i futamokon és a Hockenheimring-en megrendezett első futamon is. Ezt követően sem adta a dobogó alá. A második futamot megnyerte, majd a Hungaroring-en nyert és második lett. Spa-Francorchamps pályáján előbb megnyerte a futamot, majd a második versenyen a dobogó második lépcsőfokára állt fel. A szezon utolsó versenyhétvégéjén Monzában ismét első lett az első versenyen, majd harmadik lett. A szezon során nagy csatákat vívott Jack Harvey-vel. A sorozat utolsó bajnoka volt.

### Formula–1
2012. október 26-án a Sauber bejelentette, hogy Abu-Dzabiban a harmadik napon ő fog tesztelni Esteban Gutiérrez együtt. Korábbi Formula Renault bajnokként, a Red Bull Racing később tesztlehetőséget biztosított neki a Moscow Raceway-en. Ezt követő interjújában az ESPN egyik holland újságírója, hibásan írta le a versenyző szavait, miszerint: "Úgy bánnak a fiataljaikkal, mint a kutyával" ezután próbálták megoldani a hibát, hogy rosszul lett megjelenítve a cikk, mert olyan szavakat adtak Frijns szájába, amiket soha nem mondott ki, azonban a Red Bull-nál, következőre már nem vehette fel csapat egyenruháját. 2012. november 3-án bejelentették, hogy hivatalos tesztpilótaként csatlakozik a Sauber csapatához a 2013-as szezonra. 2014-től pedig már a Caterham együttesét erősítette, amely csapat az év végén csődeljárás alákerült, majd csődbe ment.

### Sportautózás
2015-től különböző GT-kategóriák résztvevője, ekkor csatlakozott a Belgian Audi Club Team WRT-hez, ahol egy Audi R8 LMS-sel versenyenyzett a Blancpain GT sorozataiban Laurens Vanthoor és Jean-Karl Vernay mellett. 2017-ben megnyerte a széria Sprint-kupáját, 2018-ban pedig a Bathursti 12 órást. A WRT csapatával indult a 2021-es Le Mans-i 24 órás versenyen az LMP2-es kategóriában. A legutolsó kör megkezdésekor az élen álló testvérautó műszaki hiba miatt félreállt, így győzelemmel zárta legendás viadalt Habsburg Ferdinánd és Charles Milesi csapattársaként. 2021. november 6-án a bahreini 8 órás verseny megnyerésével a WEC LMP2-es kategóriájának bajnoka lett.

### Formula–E
2015. augusztus 24-én bejelentésre került, hogy Simona de Silvestro csapattársa lett az Andretti Autosport-nál a Formula–E 2015–16-os szezonjára. Mindössze már a második versenyhétvégéjén már dobogóra állhatott, amikor Putrajayában a 3. pozícióban futott be. Az év végi összetettben a 12. helyen végzett 45 pontot gyűjtve. Az Andretti megtartotta őt a következő idényre, ahol António Félix da Costa lett a csapattársa. A szezon gyengén sikerült számára, ahol a legjobb eredménye két darab 6. hely volt. Összesítésben 13. lett 24 egységgel.
Egy évnyi kihagyás után a Virgin Racing versenyzője lett, Sam Bird csapattársaként. Az elektromos sorozat történetének első esős versenyén, Párizs utcáin megszerezte szériabeli első futamgyőzelmét. 2019–20-ra továbbra is az istálló versenyzője maradt.

### DTM

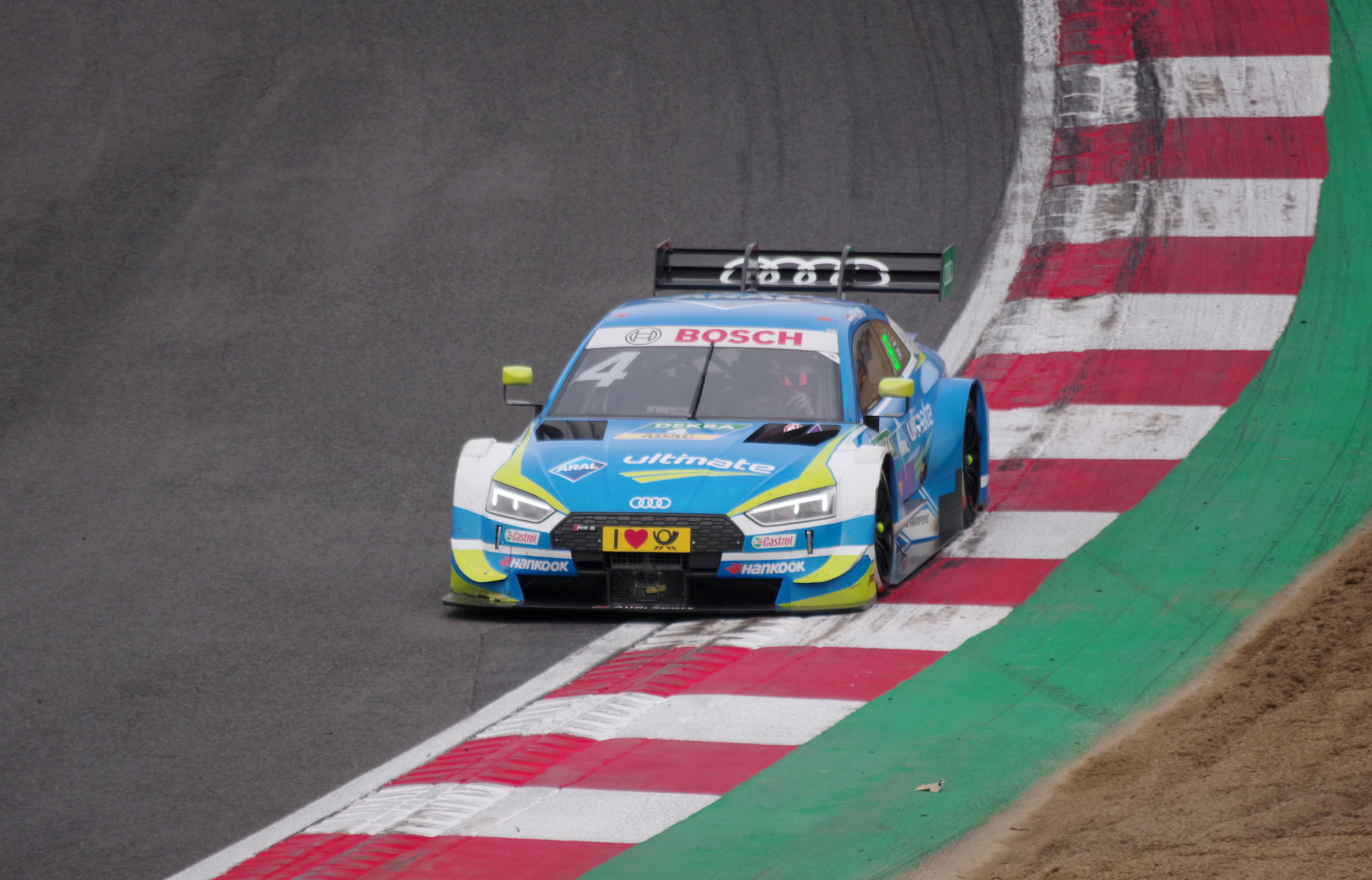
Frijns a 2018-as DTM-szezon brit versenyén

Az Audi Sport 2018-ra lehetőséget biztosított neki, hogy induljon a Német túraautó-bajnokság (DTM) idényében a visszavonult bajnok, Mattias Ekström helyén.

## Eredményei

### Karrier összefoglaló
| Szezon  | Bajnokság                       | Csapat                         | Verseny     | Győzelem    | Pole        | Leggyorsabb kör | Dobogó      | Pont        | Helyezés    |
| ------- | ------------------------------- | ------------------------------ | ----------- | ----------- | ----------- | --------------- | ----------- | ----------- | ----------- |
| 2009    | Formula BMW Európa              | Josef Kaufmann Racing          | 16          | 1           | 1           | 1               | 6           | 265         | 3.          |
| 2010    | Formula BMW Európa              | Josef Kaufmann Racing          | 16          | 6           | 3           | 3               | 13          | 383         | 1.          |
| 2010    | Formula Renault 2.0 NEC         | Josef Kaufmann Racing          | 3           | 1           | 0           | 1               | 2           | 70          | 14          |
| 2011    | Formula Renault 2.0 Európa-kupa | Josef Kaufmann Racing          | 14          | 5           | 1           | 0               | 9           | 245         | 1.          |
| 2011    | Formula Renault 2.0 NEC         | Josef Kaufmann Racing          | 12          | 1           | 1           | 2               | 7           | 238         | 4.          |
| 2012    | Formula Renault 3.5 Series      | Fortec Motorsport              | 17          | 3           | 4           | 1               | 8           | 189         | 1           |
| 2013    | GP2                             | Hilmer Motorsport              | 10          | 1           | 0           | 0               | 2           | 47          | 15.         |
| 2013    | Formula–1                       | Sauber                         | Tesztpilóta | Tesztpilóta | Tesztpilóta | Tesztpilóta     | Tesztpilóta | Tesztpilóta | Tesztpilóta |
| 2014    | Formula–1                       | Caterham                       | Tesztpilóta | Tesztpilóta | Tesztpilóta | Tesztpilóta     | Tesztpilóta | Tesztpilóta | Tesztpilóta |
| 2015    | Blancpain GT                    | Belgian Audi Club Team WRT     | 19          | 5           | 2           | 0               | 9           | 175         | 1.          |
| 2015    | Blancpain GT Sprint-kupa        | Belgian Audi Club Team WRT     | 11          | 5           | 2           | 0               | 7           | 127         | 2.          |
| 2015    | Blancpain GT Endurance-kupa     | Belgian Audi Club Team WRT     | 5           | 0           | 0           | 0               | 2           | 48          | 6.          |
| 2015–16 | Formula–E                       | Amlin Andretti                 | 10          | 0           | 0           | 0               | 1           | 45          | 12.         |
| 2016    | Blancpain GT Sprint-kupa        | Belgian Audi Club Team WRT     | 8           | 1           | 0           | 2               | 2           | 33          | 10.         |
| 2016    | Blancpain GT Endurance-kupa     | Belgian Audi Club Team WRT     | 5           | 0           | 0           | 0               | 0           | 4           | 42.         |
| 2016    | ADAC GT Masters                 | APR Motorsport                 | 2           | 0           | 0           | 0               | 0           | 0           | HN          |
| 2016    | Intercontinental GT Challenge   | Audi                           | 1           | 1           | 0           | 0               | 1           | 25          | 7.          |
| 2016–17 | Formula–E                       | MS Amlin Andretti              | 12          | 0           | 0           | 0               | 0           | 24          | 13.         |
| 2017    | Blancpain GT Sprint-kupa        | Team WRT                       | 8           | 2           | 1           | 0               | 4           | 82          | 1.          |
| 2017    | Blancpain GT Endurance-kupa     | Team WRT                       | 2           | 0           | 1           | 0               | 1           | 28          | 13.         |
| 2017    | FIA GT Világkupa                | Team WRT                       | 1           | 0           | 0           | 0               | 1           | —           | 2.          |
| 2017    | Intercontinental GT Challenge   | Audi                           | 2           | 0           | 0           | 0               | 0           | 8           | 12.         |
| 2018    | DTM                             | Audi Sport Team Abt Sportsline | 20          | 0           | 0           | 1               | 2           | 84          | 13.         |
| 2018    | Blancpain GT Sprint-kupa        | Belgian Audi Club Team WRT     | 6           | 0           | 0           | 1               | 0           | 13          | 15.         |
| 2018    | Blancpain GT Endurance-kupa     | Belgian Audi Club Team WRT     | 2           | 0           | 0           | 0               | 0           | 14          | 29.         |
| 2018    | Blancpain GT Endurance-kupa     | Audi Sport Team WRT            | 1           | 0           | 0           | 0               | 0           | 14          | 29.         |
| 2018    | FIA GT Világkupa                | Audi Sport Team WRT Speedstar  | 1           | 0           | 0           | 0               | 0           | —           | 5.          |
| 2018    | Intercontinental GT Challenge   | Audi                           | 3           | 1           | 1           | 0               | 2           | 55          | 5.          |
| 2018    | Stock Car Brasil                | Full Time Bassani              | 1           | 0           | 0           | 0               | 0           | 0           | HN‡         |
| 2018–19 | Formula–E                       | Envision Virgin Racing         | 13          | 2           | 0           | 0               | 4           | 106         | 4.          |
| 2019    | DTM                             | Audi Sport Team Abt Sportsline | 18          | 0           | 0           | 3               | 5           | 157         | 5.          |
| 2019    | Blancpain GT Endurance-kupa     | Audi Sport Team WRT            | 1           | 0           | 0           | 0               | 0           | 3           | 32.         |
| 2019    | Intercontinental GT Challenge   | Audi                           | 1           | 0           | 0           | 0               | 0           | 0           | HN          |
| 2019–20 | Formula–E                       | Envision Virgin Racing         | 11          | 0           | 0           | 0               | 2           | 58          | 12.         |
| 2020    | DTM                             | Audi Sport Team Abt Sportsline | 18          | 3           | 5           | 1               | 11          | 279         | 3.          |
| 2020–21 | Formula–E                       | Envision Virgin Racing         | 13          | 0           | 1           | 2               | 2           | 89          | 5.          |
| 2021    | WEC                             | Team WRT                       | 6           | 3           | 1           | 1               | 4           | 151         | 1.          |
| 2021    | GT Európa Sprint-kupa           | ROFGO Racing Team WRT          | 2           | 0           | 0           | 0               | 0           | 0           | HN          |
| 2021    | GT Európa Endurance-kupa        | Team WRT                       | 2           | 0           | 0           | 0               | 0           | 26          | 10.         |
| 2021–22 | Formula–E                       | Envision Racing                | 16          | 0           | 0           | 2               | 4           | 126         | 7.          |
| 2022    | WEC                             | Team WRT                       | 6           | 3           | 1           | 1               | 4           | 116         | 2.          |
| 2022–23 | Formula–E                       | ABT Cupra Formula E Team       | 12          | 0           | 1           | 0               | 0           | 6           | 22.         |
| 2023    | WEC                             | Team WRT                       | 7           | 0           | 0           | 1               | 2           | 94          | 4.          |
| 2023–24 | Formula–E                       | Envision Racing                | 14          | 0           | 0           | 1               | 3           | 66          | 9.          |
| 2024    | WEC                             | BMW M Team WRT                 | 0           | 0           | 0           | 0               | 0           | 0           | —           |
| 2024–25 | Formula–E                       | Envision Racing                | 0           | 0           | 0           | 0               | 0           | 0           | —           |

* A szezon jelenleg is zajlik.
‡ Mivel vendégpilóta volt, ezért nem részesült bajnoki pontokban.

### Teljes Formula Renault 2.0 NEC eredménylistája
(Táblázat értelmezése)

(Félkövér: pole-pozícióból indult; dőlt: leggyorsabb kört futott) 

| Év   | Csapat                | 1       | 2     | 3     | 4       | 5       | 6       | 7       | 8       | 9       | 10      | 11    | 12    | 13       | 14      | 15    | 16    | 17    | 18    | 19    | 20    | Helyezés | Pont |
| ---- | --------------------- | ------- | ----- | ----- | ------- | ------- | ------- | ------- | ------- | ------- | ------- | ----- | ----- | -------- | ------- | ----- | ----- | ----- | ----- | ----- | ----- | -------- | ---- |
| 2010 | Josef Kaufmann Racing | HOC 1   | HOC 2 | BRN 1 | BRN 2   | ZAN 1   | ZAN 2   | OSC 1   | OSC 2   | OSC 3   | ASS 1   | ASS 2 | MOS 1 | MOS 2    | MOS 3   | MOS 4 | SPA 2 | SPA 5 | SPA 1 | NÜR 1 | NÜR 2 | 14.      | 70   |
| 2011 | Josef Kaufmann Racing | HOC 1 2 | HOC 2 | HOC 3 | SPA 1 3 | SPA 2 5 | NÜR 1 2 | NÜR 2 4 | ASS 1 2 | ASS 2 1 | ASS 3 4 | OSC 1 | OSC 2 | ZAN 1 Ki | ZAN 2 7 | MOS 1 | MOS 2 | MOS 3 | MON 1 | MON 2 | MON 3 | 4.       | 238  |

### Teljes Formula Renault 2.0 Európa-kupa eredménylistája
(Táblázat értelmezése)

(Félkövér: pole-pozícióból indult; dőlt: leggyorsabb kört futott) 

| Év   | Csapat                | 1       | 2       | 3       | 4       | 5     | 6       | 7     | 8     | 9     | 10      | 11      | 12      | 13      | 14      | Helyezés | Pont |
| ---- | --------------------- | ------- | ------- | ------- | ------- | ----- | ------- | ----- | ----- | ----- | ------- | ------- | ------- | ------- | ------- | -------- | ---- |
| 2011 | Josef Kaufmann Racing | ARA 1 2 | ARA 2 3 | SPA 1 3 | SPA 2 5 | NÜR 1 | NÜR 2 5 | HUN 1 | HUN 2 | SIL 1 | SIL 2 1 | LEC 1 4 | LEC 2 1 | CAT 1 4 | CAT 2 5 | 1.       | 245  |

### Teljes Formula Renault 3.5 Series eredménylistája
(Táblázat értelmezése)

(Félkövér: pole-pozícióból indult; dőlt: leggyorsabb kört futott) 

| Év   | Csapat             | 1       | 2       | 3        | 4       | 5       | 6       | 7       | 8     | 9        | 10      | 11      | 12    | 13      | 14      | 15      | 16      | 17       | Helyezés | Pont |
| ---- | ------------------ | ------- | ------- | -------- | ------- | ------- | ------- | ------- | ----- | -------- | ------- | ------- | ----- | ------- | ------- | ------- | ------- | -------- | -------- | ---- |
| 2012 | Fortec Motorsports | ARA 1 3 | ARA 2 1 | MON 1 KI | SPA 1 7 | SPA 2 3 | NÜR 1 3 | NÜR 2 5 | MOS 1 | MOS 2 17 | SIL 1 2 | SIL 2 9 | HUN 1 | HUN 2 5 | LEC 1 7 | LEC 2 9 | CAT 1 3 | CAT 2 14 | 1.       | 189  |

### Teljes GP2-es eredménylistája
(Táblázat értelmezése)

(Félkövér: pole-pozícióból indult; dőlt: leggyorsabb kört futott) 

| Év   | Csapat            | 1       | 2       | 3          | 4          | 5         | 6         | 7          | 8          | 9          | 10         | 11        | 12         | 13      | 14      | 15        | 16         | 17      | 18      | 19      | 20      | 21      | 22      | Helyezés | Pont |
| ---- | ----------------- | ------- | ------- | ---------- | ---------- | --------- | --------- | ---------- | ---------- | ---------- | ---------- | --------- | ---------- | ------- | ------- | --------- | ---------- | ------- | ------- | ------- | ------- | ------- | ------- | -------- | ---- |
| 2013 | Hilmer Motorsport | SEP FEA | SEP SPR | BHR FEA 21 | BHR SPR 23 | CAT FEA 1 | CAT SPR 2 | MON FEA Ki | MON SPR 15 | SIL FEA 13 | SIL SPR Ki | NÜR FEA 6 | NÜR SPR Ki | HUN FEA | HUN SPR | SPA FEA 9 | SPA SPR Ki | MNZ FEA | MNZ SPR | MRN FEA | MRN SPR | YMC FEA | YMC SPR | 15.      | 47   |

### Teljes Formula–1-es eredménysorozata
(Táblázat értelmezése)

(Félkövér: pole-pozícióból indult; dőlt: leggyorsabb kört futott) 

| Év   | Csapat   | 1   | 2   | 3      | 4   | 5   | 6   | 7   | 8   | 9      | 10  | 11  | 12  | 13  | 14  | 15  | 16  | 17  | 18  | 19  | Helyezés | Pont |
| ---- | -------- | --- | --- | ------ | --- | --- | --- | --- | --- | ------ | --- | --- | --- | --- | --- | --- | --- | --- | --- | --- | -------- | ---- |
| 2014 | Caterham | AUS | MAL | BHR Tp | CHN | ESP | MON | CAN | AUT | GBR Tp | GER | HUN | BEL | ITA | SIN | JPN | RUS | USA | BRA | UAE | —        | —    |

### Teljes Formula–E eredménylistája
(Táblázat értelmezése)

(Félkövér: pole-pozícióból indult; dőlt: leggyorsabb kört futott) 

| Év      | Csapat                   | 1      | 2      | 3      | 4       | 5      | 6       | 7      | 8      | 9       | 10     | 11     | 12     | 13     | 14     | 15     | 16     | 17  | Helyezés | Pont |
| ------- | ------------------------ | ------ | ------ | ------ | ------- | ------ | ------- | ------ | ------ | ------- | ------ | ------ | ------ | ------ | ------ | ------ | ------ | --- | -------- | ---- |
| 2015–16 | Almin Andretti           | BEI 10 | PUT 3  | PDE 10 | BUE 8   | MEX 5  | LBH 15  | PAR 7  | BER 6  | LON Ki  | LON Ki |        |        |        |        |        |        |     | 12.      | 45   |
| 2016–17 | MS Almin Andretti        | HKG 6  | MAR 11 | BUE 14 | MEX 11  | MON 12 | PAR 6   | BER 17 | BER 18 | NYC 9   | NYC 9  | MNT 8  | MNT 13 |        |        |        |        |     | 13.      | 24   |
| 2018–19 | Envision Virgin Racing   | ADR 12 | MAR 2  | SAN 5  | MEX 11  | HKG 3  | SNY 14† | ROM 4  | PAR 1  | MON 17† | BER 13 | BRN Ki | NYC Ki | NYC 1  |        |        |        |     | 4.       | 106  |
| 2019–20 | Envision Virgin Racing   | ADR 5  | ADR Ki | SAN 15 | MEX Kiz | MAR 12 | BER Ki  | BER 4  | BER 2  | BER Ni  | BER 2  | BER Ki |        |        |        |        |        |     | 12.      | 58   |
| 2020–21 | Envision Virgin Racing   | DIR 17 | DIR 2  | ROM 4  | ROM 18  | VAL 6  | VAL 19  | MON 2  | PUE 16 | PUE 11  | NYC 5  | NYC 8  | LON 13 | LON 4  | BER 15 | BER 12 |        |     | 5.       | 89   |
| 2021–22 | Envision Racing          | DIR 16 | DIR 2  | MEX 7  | ROM 2   | ROM 3  | MON 4   | BER 12 | BER 5  | JAK 17  | MAR 18 | NYC 3  | NYC 6  | LON 16 | LON 7  | SEO 8  | SEO 4  |     | 7.       | 126  |
| 2022–23 | ABT Cupra Formula E Team | MEX Ki | DIR    | DIR    | HAI     | FOK    | SAP 14  | BER 14 | BER 17 | MON 13  | JAK 9  | JAK 13 | POR 10 | ROM Ki | ROM Ki | LON Ki | LON 17 |     | 22.      | 6    |
| 2023–24 | Envision Racing          | MEX Ki | DIR 10 | DIR 2  | SAP 18  | TOK 9  | MIS 17  | MIS Ki | MON 17 | BER     | BER    | SHA 12 | SHA 9  | POR 2  | POR 2  | LON Ki | LON 7  |     | 9.       | 66   |
| 2024–25 | Envision Racing          | SAP .  | MEX    | JED    | JED     |        | MIA     | MON    | MON    | TOK     | TOK    | SHA    | SHA    | JAK    | BER    | BER    | LON    | LON | HN       | 0    |

* A szezon jelenleg is zajlik.
† A versenyt nem fejezte be, de helyezését értékelték, mert a versenytáv több, mint 90%-át teljesítette.

### Teljes GT Európa Sprint-kupa eredménylistája
(Táblázat értelmezése)

(Félkövér: pole-pozícióból indult; dőlt: leggyorsabb kört futott) 

| Év   | Csapat                     | Osztály | 1        | 2         | 3        | 4         | 5        | 6        | 7         | 8        | 9        | 10       | 11        | 12        | 13        | 14       | Helyezés | Pont |
| ---- | -------------------------- | ------- | -------- | --------- | -------- | --------- | -------- | -------- | --------- | -------- | -------- | -------- | --------- | --------- | --------- | -------- | -------- | ---- |
| 2015 | Belgian Audi Club Team WRT | Pro     | NOG QR   | NOG CR    | BRH QR 1 | BRH CR 1  | ZOL QR 1 | ZOL CR 1 | MOS QR Ki | MOS CR 5 | ALG QR 2 | ALG CR 1 | MIS QR Ki | MIS CR Ni | ZAN QR 15 | ZAN CR 2 | 2.       | 127  |
| 2016 | Belgian Audi Club Team WRT | Pro     | MIS QR 4 | MIS CR 22 | BRH QR 6 | BRH CR 12 | NÜR QR   | NÜR CR   | HUN QR 11 | HUN CR 7 | CAT QR 1 | CAT CR 3 |           |           |           |          | 10.      | 33   |
| 2017 | Team WRT                   | Pro     | MIS QR   | MIS CR    | BRH QR 7 | BRH CR 2  | ZOL QR 1 | ZOL CR 3 | HUN QR 5  | HUN CR 4 | NÜR QR 6 | NÜR CR 1 |           |           |           |          | 1.       | 82   |
| 2018 | Belgian Audi Club Team WRT | Pro     | ZOL 1 5  | ZOL 2 5   | BRH 1    | BRH 2     | MIS 1    | MIS 2    | HUN 1 Ki  | HUN 2 16 | NÜR 1 11 | NÜR 2 9  |           |           |           |          | 15.      | 13   |
| 2021 | ROFGO Racing Team WRT      | Pro     | MAG 1    | MAG 2     | ZAN 1    | ZAN 2     | MIS 1    | MIS 2    | BRH 1     | BRH 2    | VAL 1 18 | VAL 2 13 |           |           |           |          | HN       | 0    |

### Spái 24 órás autóverseny
| Év   | Csapat                     | Csapattárs                         | Autó              | Kategória | Kör | Összetett Helyezés | Kategória Helyezés |
| ---- | -------------------------- | ---------------------------------- | ----------------- | --------- | --- | ------------------ | ------------------ |
| 2015 | Belgian Audi Club Team WRT | Jean-Karl Vernay Stéphane Richelmi | Audi R8 LMS Ultra | Pro       | 178 | Kiesett            | Kiesett            |
| 2016 | Belgian Audi Club Team WRT | Michael Meadows Stuart Leonard     | Audi R8 LMS       | Pro       | 302 | HN                 | HN                 |
| 2018 | Audi Sport Team WRT        | René Rast Nico Müller              | Audi R8 LMS       | Pro       | 509 | 8.                 | 8.                 |
| 2019 | Audi Sport Team WRT        | René Rast Nico Müller              | Audi R8 LMS       | Pro       | 358 | 23.                | 23.                |
| 2021 | Team WRT                   | Dennis Lind Nico Müller            | Audi R8 LMS GT    | Pro       | 554 | 4.                 | 4.                 |

### Bathursti 12 órás autóverseny
| Év   | Csapat              | Csapattárs                       | Autó        | Kategória | Kör | Összetett Helyezés | Kategória Helyezés |
| ---- | ------------------- | -------------------------------- | ----------- | --------- | --- | ------------------ | ------------------ |
| 2017 | Jamec Pem Racing    | Markus Winkelhock Frank Stippler | Audi R8 LMS | APP       | 6   | Kiesett            | Kiesett            |
| 2018 | Audi Sport Team WRT | Dries Vanthoor Stuart Leonard    | Audi R8 LMS | APP       | 271 | 1.                 | 1.                 |

### Teljes DTM eredménylistája
(Táblázat értelmezése)

(Félkövér: pole-pozícióból indult; dőlt: leggyorsabb kört futott) 

| Év   | Csapat                         | 1        | 2        | 3        | 4        | 5        | 6       | 7        | 8       | 9        | 10       | 11       | 12       | 13      | 14       | 15        | 16       | 17       | 18       | 19      | 20      | Helyezés | Pont |
| ---- | ------------------------------ | -------- | -------- | -------- | -------- | -------- | ------- | -------- | ------- | -------- | -------- | -------- | -------- | ------- | -------- | --------- | -------- | -------- | -------- | ------- | ------- | -------- | ---- |
| 2018 | Audi Sport Team Abt Sportsline | HOC 1 18 | HOC 2 12 | LAU 1 13 | LAU 2 10 | HUN 1 7  | HUN 2 8 | NOR 1 12 | NOR 2 8 | ZAN 1 5  | ZAN 2 Ki | BRH 1 12 | BRH 2 12 | MIS 1 2 | MIS 2 4  | NÜR 1 17  | NÜR 2 10 | SPL 1 11 | SPL 2 13 | HOC 1 2 | HOC 2 5 | 13.      | 84   |
| 2019 | Audi Sport Team Abt Sportsline | HOC 1 3  | HOC 2 3  | ZOL 1 12 | ZOL 2 Ki | MIS 1 Ki | MIS 2 4 | NOR 1 Ki | NOR 2 4 | ASS 1 Ki | ASS 2 6  | BRH 1 4  | BRH 2 3  | LAU 1 2 | LAU 2 5  | NÜR 1 Kiz | NÜR 2    | HOC 1 4  | HOC 2 7  |         |         | 5.       | 157  |
| 2020 | Audi Sport Team Abt Sportsline | SPA 1 9  | SPA 2    | LAU 1 3  | LAU 2 4  | LAU 1 3  | LAU 2 3 | ASS 1    | ASS 2   | NÜR 1 5  | NÜR 2 1  | NÜR 1    | NÜR 2    | ZOL 1 2 | ZOL 2 Ki | ZOL 1 2   | ZOL 2 Ki | HOC 1 7  | HOC 2 5  |         |         | 3.       | 279  |

* A szezon jelenleg is zajlik.
† A versenyt nem fejezte be, de helyezését értékelték, mert a versenytáv több, mint 75%-át teljesítette.

### Teljes FIA World Endurance Championship eredménysorozata
(Táblázat értelmezése)

(Félkövér: pole-pozícióból indult; dőlt: leggyorsabb kört futott) 

| Év   | Csapat         | Osztály  | Kasztni         | Motor                    | 1      | 2     | 3      | 4      | 5      | 6     | 7     | 8   | Helyezés | Pont |
| ---- | -------------- | -------- | --------------- | ------------------------ | ------ | ----- | ------ | ------ | ------ | ----- | ----- | --- | -------- | ---- |
| 2021 | Team WRT       | LMP2     | Oreca 07        | Gibson GK428 4.2 L V8    | SPA 10 | ALG 4 | MNZ 2  | LMS 1  | BHR 1  | BHR 1 |       |     | 1.       | 151  |
| 2022 | Team WRT       | LMP2     | Oreca 07        | Gibson GK428 4.2 L V8    | SEB 2  | SPA 1 | LMS Ki | MNZ 12 | FUJ 1  | BHR 1 |       |     | 2.       | 116  |
| 2023 | Team WRT       | LMP2     | Oreca 07        | Gibson GK428 4.2 L V8    | SEB 6  | ALG 6 | SPA 6  | LMS 4  | MNZ Ki | FUJ 3 | BHR 2 |     | 4.       | 94   |
| 2024 | BMW M Team WRT | Hypercar | BMW M Hybrid V8 | BMW P66/3 4.0 L Turbo V8 | QAT    | IMO   | SPA    | LMS    | SÃO    | COA   | FUJ   | BHR | *        | *    |

* A szezon jelenleg is zajlik.

### Le Mans-i 24 órás autóverseny
| Év   | Csapat         | Csapattárs                        | Autó            | Kategória | Kör | Összetett Helyezés | Kategória Helyezés |
| ---- | -------------- | --------------------------------- | --------------- | --------- | --- | ------------------ | ------------------ |
| 2021 | Team WRT       | Charles Milesi Habsburg Ferdinánd | Oreca 07-Gibson | LMP2      | 363 | 6.                 | 1.                 |
| 2022 | Team WRT       | Sean Gelael René Rast             | Oreca 07-Gibson | LMP2      | 285 | Kiesett            | Kiesett            |
| 2023 | Team WRT       | Sean Gelael Habsburg Ferdinánd    | Oreca 07-Gibson | LMP2      | 327 | 13.                | 5.                 |
| 2024 | BMW M Team WRT | Sheldon van der Linde René Rast   | BMW M Hybrid V8 | Hypercar  | 96  | HN                 | HN                 |